# Кенни, Джонни
Джонни Кенни (англ. Johnny Kenny; родился 6 июня 2003) — ирландский футболист, нападающий шотландского клуба «Селтик».

## Клубная карьера
Воспитанник футбольной академии ирландского клуба «Слайго Роверс». В январе 2021 года подписал свой первый профессиональный контракт. 20 марта 2021 года дебютировал в основном составе «Слайго Роверс» в матче Премьер-дивизиона Лиги Ирландии против «Дандолка». 17 апреля 2021 года забил свой первый гол в матче против «Финн Харпс». 26 июня 2021 года сделал «дубль» в матче против «Богемиана». 15 июля 2021 года дебютировал в еврокубках, выйдя на замену в матче первого отборочного раунда Лиги конференций УЕФА против исландского «Хабнарфьордюра», отличившись в нём забитым с пенальти мячом. По итогам сезона 2021 года вошёл в пятёрку лучших бомбардиров чемпионата Ирландии (11 голов), а его клуб финишировал третьим.
8 января 2022 года перешёл в шотландский клуб «Селтик», подписав пятилетний контракт.

## Карьера в сборной
10 ноября 2021 года дебютировал в составе сборной Ирландии до 19 лет в матче против сверстников из Черногории. 13 ноября забил гол в матче против сборной Боснии и Герцеговины до 19 лет, а 16 ноября — против юношеской сборной Болгарии до 19 лет.